# Јон Србован
Јон Србован (рум. Ion Sârbovan; Торак, код Житишта, 7. јануар 1930 — Нови Сад, 6. јун 2018) био је инжењер агрономије и друштвено-политички радник САП Војводине.

## Биографија
Рођен је 1930. године у Тораку код Житишта.
Био је председник Привредног већа Скупштине САП Војводине, управник Земљорадничке задруге у Бегејцима, председник Народног одбора општине у Житишту, потпредседник Среске привредне коморе у Зрењанину, члан Општинског комитета СКС у Житишту, члан Среског комитета Савеза комуниста Србије у Зрењанину, члан Извршног одбора Покрајинског одбора Социјалистичког савеза радног народа Србије за Војводину, члан Председништва Републичке конференције ССРН Србије, члан неких радних тела ПК СКС за Војводину и Централног комитета СКС, председник Одбора за пољопривреду Покрајинског већа Скупштине Војводине, потпредседник Покрајинске привредне коморе и остало.
Од 5. маја 1986. до 24. октобра 1989. био је председник Извршног већа Скупштине САП Војводине.
Преминуо је 6. јуна 2018. године у Новом Саду.